# La Motilla (Carmona)
La Motilla es un yacimiento arqueológico español situado en el municipio andaluz de Carmona, en la provincia de Sevilla. Se trata de un túmulo o tell de unos 50 metros de altura creado por la acción humana hacia el año 1500 a. C. Se encuentra próximo al área urbana de El Viso del Alcor, junto a la actual zona conocida como Alcaudete, donde se celebra cada año la Romería de El Viso del Alcor. Es visible desde la Vía verde de Los Alcores que pasa a escasos 150 metros del túmulo.

## Expolio
El yacimiento de La Motilla está gravemente amenazado y está perdiendo gran parte de su valor arqueológico debido a diversas y continuas agresiones. Por un lado, la cubierta de tierra que protege el túmulo está muy deteriorada debido al pastoreo indiscriminado y al paso de motos de motocross, que han producido grandes surcos en la superficie. Asimismo, tiene dos agujeros en la cima por donde los expoliadores extrajeron gran parte del material que contenía.